# Villa Fiorito
Villa Fiorito é uma cidade no Partido de Lomas de Zamora, na província de Buenos Aires, ao sul do centro de Buenos Aires, capital da Argentina. Faz parte do conjunto urbano da Grande Buenos Aires. Muitos descendentes de italianos e espanhóis vivem no lugar. Nas décadas mais recentes, pessoas de outras províncias da Argentina têm se mudado para a cidade para viver mais perto do centro de Buenos Aires, criando favelas na cidade. Diego Maradona, considerado uns dos melhores jogadores de futebol de todos os tempos, foi criado em Villa Fiorito.

## Residentes notáveis
- Claudio García, jogador de futebol
- Diego Maradona, jogador de futebol
- Facundo Medina, jogador de futebol
- Héctor Yazalde, jogador de futebol
- Natalia Zaracho, cartoneira e política